# Латрункулин

Латрункулин A.

Латрункулины — группа органических соединений, токсинов биологического происхождения из некоторых видов морских губок, в частности из Negombata magnifica (=Latrunculia magnifica), по которому и были названы. Латрункулины связываются с мономерным актином в стехиометрии 1:1 и блокируют его полимеризацию. Это приводит к нарушению образования актиновых микрофиламентов цитоскелета. 
Используются в клеточной биологии как ингибиторы актина и актин-зависимых типов эндоцитоза.

## См.также
- Фаллоидин
- Латрункулин A
- Латрункулин B